# Svazek obcí Úpa
Svazek obcí Úpa je svazek obcí (dle § 49 zákona č.128/2000 Sb. o obcích) v okresu Náchod, jeho sídlem je Červený Kostelec a jeho cílem je koordinování celkového rozvoje území mikroregionu na základě společné strategie a přímé provádění společných investičních akcí. Sdružuje celkem 18 obcí a byl založen v roce 2004.

## Obce sdružené v mikroregionu
- Brzice
- Červená Hora
- Červený Kostelec
- Česká Skalice
- Horní Radechová
- Hořičky
- Chvalkovice
- Lhota pod Hořičkami
- Litoboř
- Mezilečí
- Rychnovek
- Říkov
- Slatina nad Úpou
- Velká Jesenice
- Velký Třebešov
- Vestec
- Zábrodí
- Žernov